# 六日町宿
六日町宿（むいかまちしゅく、むいかまちじゅく）は、かつて三国街道に存在していた宿場。後に宿場としての集落は、時代の変遷に伴い機能を失いながら、集落は六日町を経て現在の新潟県南魚沼市の中心地となった。

## 概要

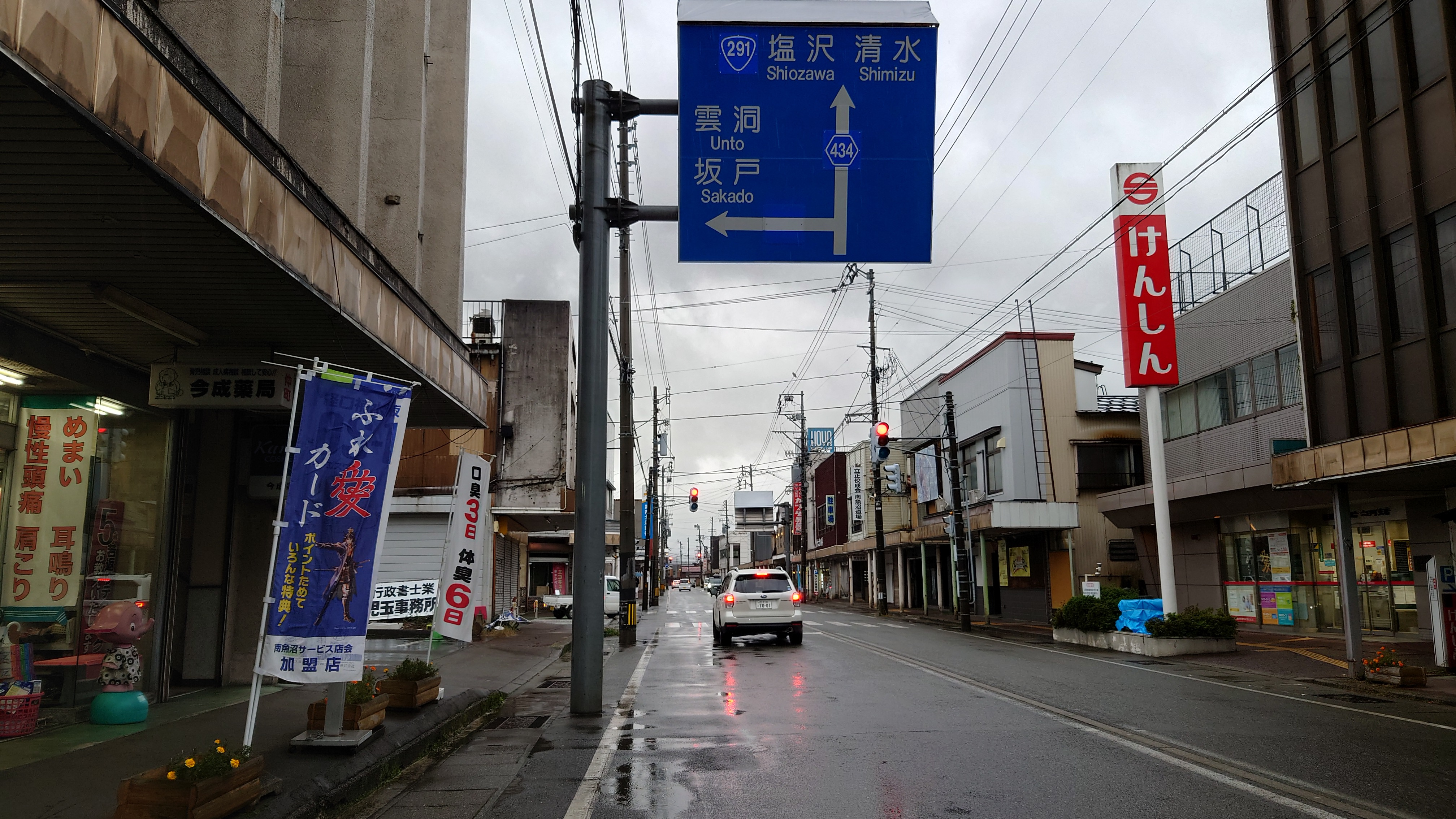
新潟県道434号六日町宿

歴史上に初めて登場するのは、1514年に長尾氏と上杉氏が交戦した場所として六日市として記録されている。その後、六日市は、江戸時代の初頭に六日町に改名した。宿場の名となった。
魚野川で行われていた舟運の最上流の発着地点であり、本陣、脇本陣、行政機関（大肝煎の役所）、船会所、問屋などが集まり、人や物資の中継地点として三国街道屈指の宿場町として賑わった。その後、明治時代にはいると信越本線の開業に伴い旅客数が激減、舟運も衰退し、宿場としての位置づけも失ったが、南魚沼郡の中心都市として発展を遂げていった。